# Ubiquiti
Ubiquiti（原名Ubiquiti Networks，又稱優比快科技或優比快）是一家美国科技公司，2005年成立於加利福尼亚州聖荷西，後总部搬遷至纽约，Ubiquiti的產品以企业和家庭無線通訊和其他有线产品為主。

## 外部鏈接
- 官方网站
- 维基共享资源上的相關多媒體資源：Ubiquiti